# Palio (geslacht)
Palio is een geslacht van weekdieren uit de klasse van de Gastropoda (slakken).

## Soorten
- Palio amakusana (Baba, 1960)
- Palio dubia (M. Sars, 1829)
- Palio gracilis (Pease, 1971)
- Palio ionica Korshunova, Sanamyan & Martynov, 2015
- Palio nothus (Johnston, 1838) = Groene mosdierslak
- Palio zosterae (O'Donoghue, 1924)